# Thrips calcaratus
Thrips calcaratus är en insektsart som beskrevs av Jindřich Uzel 1895. Thrips calcaratus ingår i släktet Thrips och familjen smaltripsar. Inga underarter finns listade i Catalogue of Life.